# Staudach-Egerndach
Staudach-Egerndach település Németországban, azon belül Bajorországban. Lakosainak száma 1197 fő (2023. december 31.). Staudach-Egerndach Bergen és Ruhpolding községekkel határos.

## Közigazgatás
- Avenhausen
- Bayern
- Dillsperg
- Egerndach
- Einöd
- Gastätt
- Hub
- Kitzbichl
- Schnappenwinkl
- Staudach
- Steinach
- Straßberg

## Népesség
A település népessége az elmúlt években az alábbi módon változott:
| Lakosok száma | 349  | 914  | 901  | 1046 | 1129 | 1164 | 1152 | 1173 | 1168 | 1197 |
|               | 1875 | 1950 | 1975 | 1987 | 2012 | 2014 | 2016 | 2017 | 2021 | 2023 |